# Chapolera

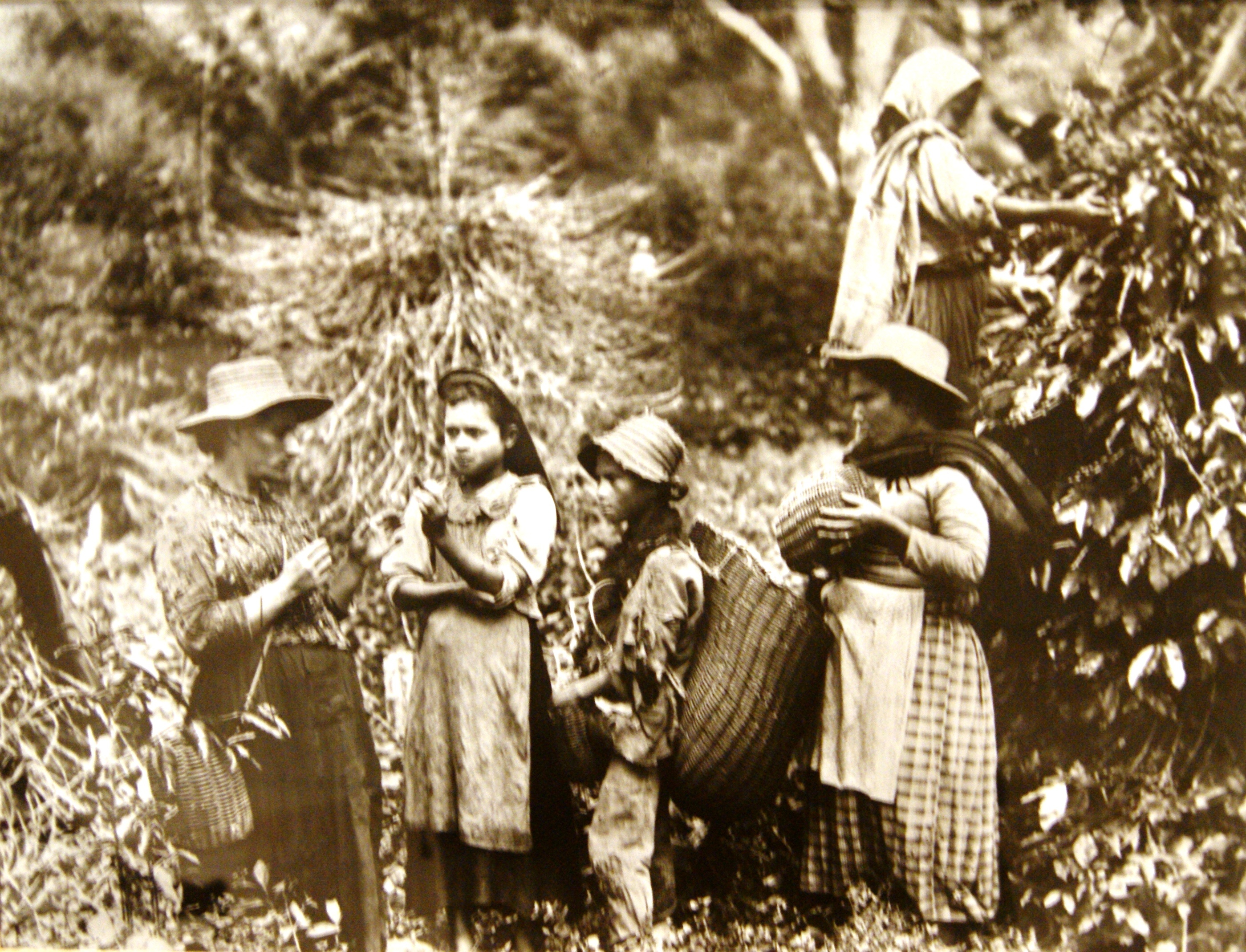
Niños/as que cosechan café. Año 1910. Museo de Antioquia. Medellín - Colombia.

La Chapolera es una campesina colombiana que reside en el Eje cafetero, dedicada a la recolección de café, en los departamentos de Caldas, Risaralda, Quindío, y algunos municipios del Norte del Valle del Cauca que además, viste de una forma muy autóctona propia de la región. Su nombre proviene de una especie de mariposa conocida como Chapora, que migra a las fincas cafeteras en épocas de recolección.

## Origen

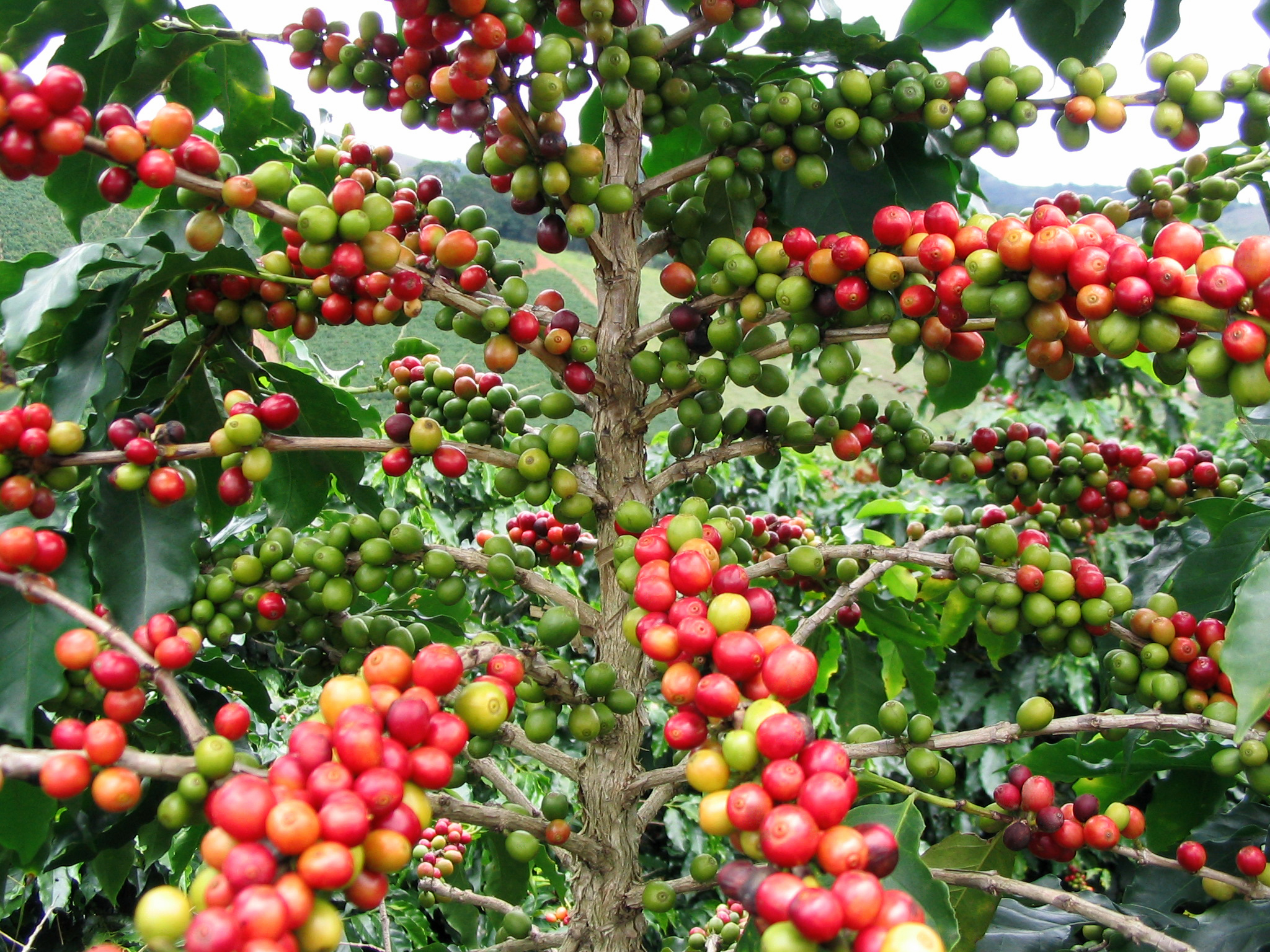
Arbusto de Café

Debido a la fuerte tradición patriarcal de la cultura paisa, se cree que el concepto de recolectora no es tan antiguo, pues esta labor le implicaría a las mujeres desplazarse por las distintas fincas y comarcas, buscando cosechas para recolectar. Tradicionalmente la mujer paisa se había dedicado a labores domésticas, y que sólo tras la ruptura de la tradición machista y la liberación femenina entra a disputar un sitio en la vida laboral.
Antropólogos han definido a la mujer autóctona de esta región como mesoendoforma, es decir, de formas redondeadas, caderas anchas, senos grandes y rostro de gran belleza, producto de la mezcla de numerosas etnias criollas como antioqueños, caucanos, santanderanos y población afrodescendiente.

## Vestuario
Su vestuario habitual es un pañuelo anudado a la cabeza y sombrero de tranza de palma. La blusa, de gran influencia hispánica tiene pechera y bolero, es blanca, de algodón y con cuello alto. adornada con alforzas, ruches, encajes y bordados. Generalmente las blusas son de mangas cortas; cuando se usa la manga larga esta no tiene encajes en el puño sino en el codo. La falda de doble rotonda en tela de algodón estampada, llega hasta 20 cm por encima del tobillo, y es elaborada en telas floreadas y recogida, adornada con randas. En la parte inferior lleva uno o dos boleros y siempre usa enaguas. Como calzado usa alpargatas. En la cabeza usa un peinado en trenzas y amarrado con cintas, con zarcillos largos, candongas o arracadas y una gran flor en el cabello. Su vestimenta la complementa un canasto de dos orejas, para ser sujetado a la cintura.
El canasto es tejido con bejuco delgado, destinado a servir de depósito transitorio del grano que la Chapolera recoge directamente de la rama del cafeto. El delantal protege el vestido de la fricción del canasto y de la humedad de la miel que mana del grano maduro.

## Reinado
Anualmente en el mes de octubre se realiza en las fiestas aniversarias de Armenia el Reinado de la Chapolera, como un homenaje a la mujer de la región, representando los valores cívicos, sociales, culturales y familiares de la mujer. El certamen, que para el año 2011 se realizó su XIX versión, contó con la participación de más de 40 candidatas de los diferentes barrios de la ciudad y los municipios vecinos.